# Görmitz
Görmitz ist eine 99,14 ha große Insel im Achterwasser der Insel Usedom, 340 Meter östlich der Halbinsel Gnitz. Die Twelen, ein Arm des Achterwassers, trennt die Insel von der Halbinsel. Die Insel ist ein Naturschutzgebiet, das von 2016 bis 2018 vom Verein Jordsand betreut wurde.
Görmitz gehört zur Gemeinde Lütow im Amt Am Peenestrom. In der Mitte der Insel befinden sich ein bewohnter Bauernhof, Reste eines Ferienheims und im Süden ein ehemaliges Leuchtfeuer.
Bis in die 1960er Jahre war die Insel nebst Vorwerk nur mit privaten Fährbooten ab Netzelkow erreichbar.
In den 1960er Jahren wurde Görmitz mit einem Damm nordöstlich der Ortschaft Neuendorf mit Usedom verbunden. Der Damm bestand aus Bauschutt und Betonbruch, der mit Erde überdeckt und mit einer Betonplattenstraße befestigt wurde. Die Baumaßnahme stand im Zusammenhang mit der Erdölförderung in Lütow; auch auf Görmitz wurde in den 1970er und 1980er Jahren mit 3 bis 4 Bohrungen nach Erdöl gesucht, die dortigen Bohrungen waren aber nicht ergiebig und wurden eingestellt.
Im Jahr 2016 wurde der Damm als Ausgleichsmaßnahme für den Bau der Stromtrasse Ostwind 1 zurückgebaut. Dies soll die Sauerstoffversorgung des Gebietes verbessern und Wanderungen des Fischotters erleichtern.

## Geschichte
Die Ortschaft „Görmitz“ oder „Görms“ wurde 1672 erstmals als bewohnter Ort genannt. Der slawische Name wird mit Sommersaat gedeutet.
Über 700 Jahre befand sie sich in Besitz der Familie von Lepel. Hier befand sich ein Vorwerk des Neuendorfer/Netzelkower Gutes mit der Rinderhaltung.
1865 hatte dieses Vorwerk, als Holländerei bezeichnet, nur ein Wohnhaus aber 24 Einwohner.
Im Jahr 1937 wurde die Insel an einen Dr. Kerkhoff aus Düsseldorf verkauft. Pächter der 104 ha, aufgeteilt in 45 ha Acker, 28 ha Wiesen, 30 ha Weiden und 1 ha Wasser, war 1939 Friedrich Jahnke. Görmitz hatte einen geringen Viehbestand.
Nach 1945 und nach der Bodenreform bekamen dort Flüchtlinge Land und betrieben Viehwirtschaft und Ackerbau. Die Insel wurde dann ein Erholungsobjekt für den Betrieb VEB Nachrichtenelektronik Greifswald und nach 1990 durch Übernahme des NEG – Eigentum der Siemens AG. Die Insel steht heute fast vollständig unter Naturschutz, im Süden gab es Relikte einer neolithischen Siedlung mit einem Werkplatz für Feuersteinwerkzeuge. Im Juli 2006 verkaufte die Siemens AG die Insel Görmitz an die Gesellschafter der Wertgrund Insel Görmitz GmbH. Es erfolgte aber keine Bewirtschaftung und kein Ausbau der geplanten Ferienanlage. Die Gebäude, bis auf das Bauerngehöft, sind ruinös. Seit 2006 war die Insel zur landwirtschaftlichen Nutzung an einen Bauern verpachtet, der dort Rinder hielt. Deshalb wurde die Insel im August 2012 an diesen Landwirt aus Rostock verkauft. Der Nordteil der Insel ist beschränkt betretbar.

## Bildergalerie

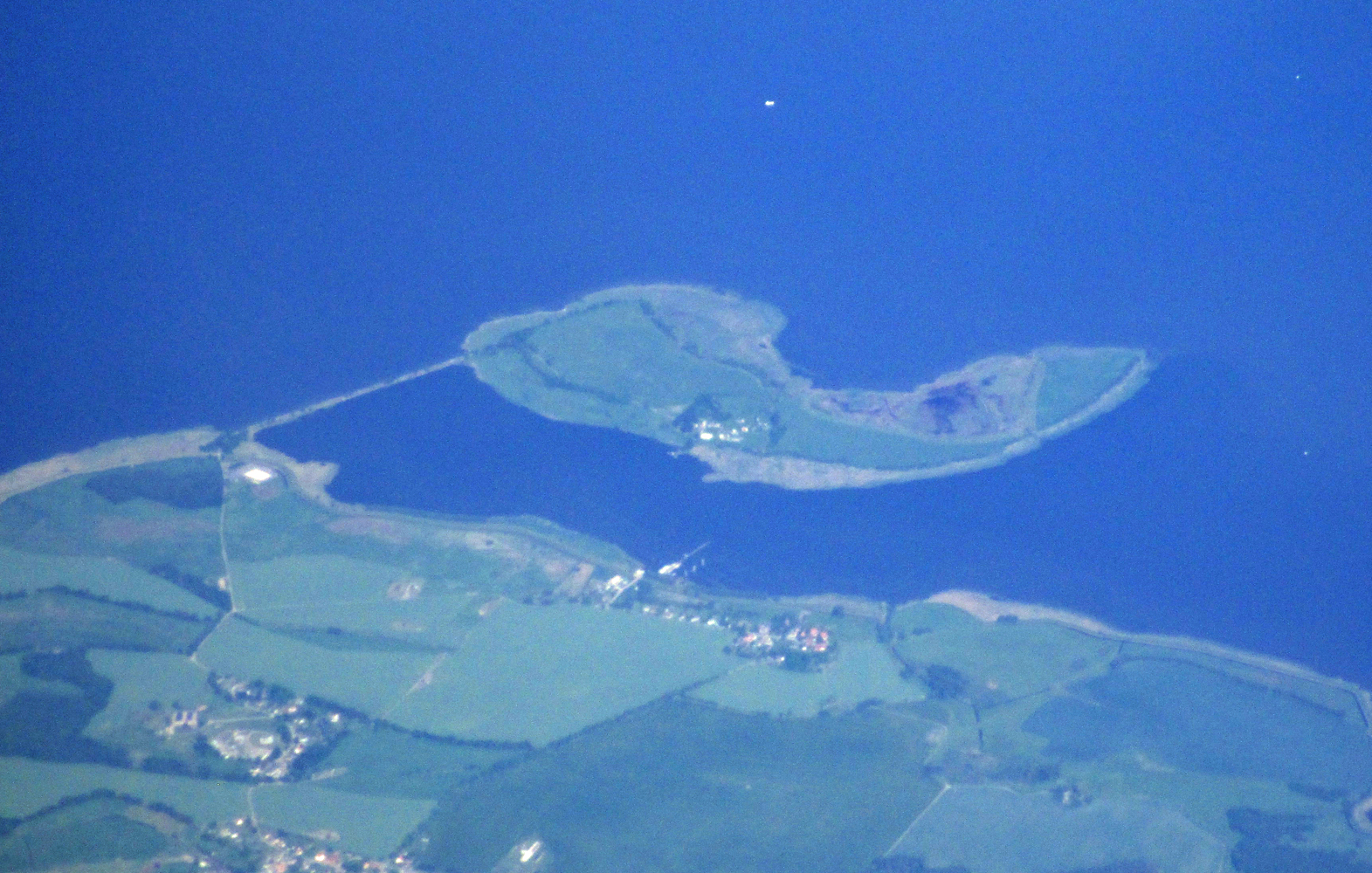
Schrägluftbild
Blick vom Koserower Waldhotel „Parow“ zur Insel Görmitz
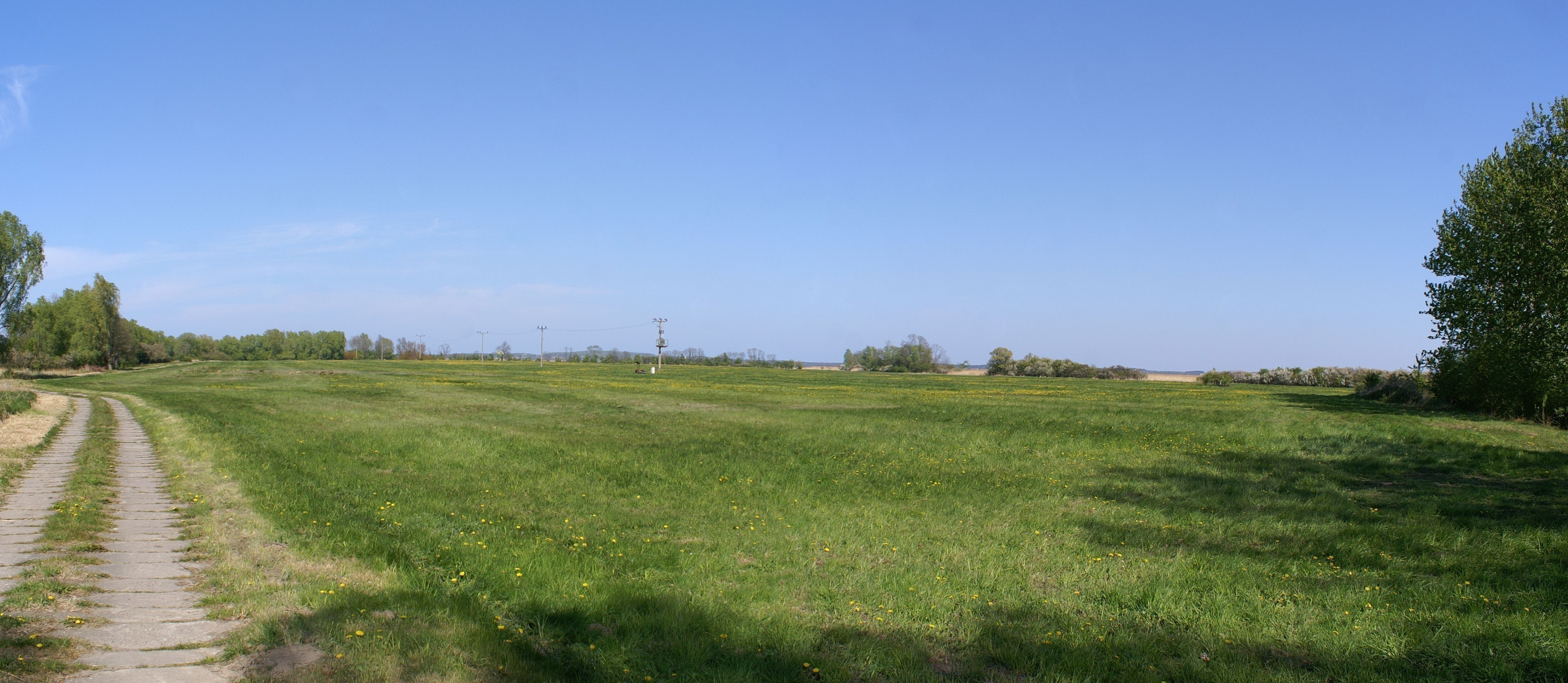
Wiese auf der Insel
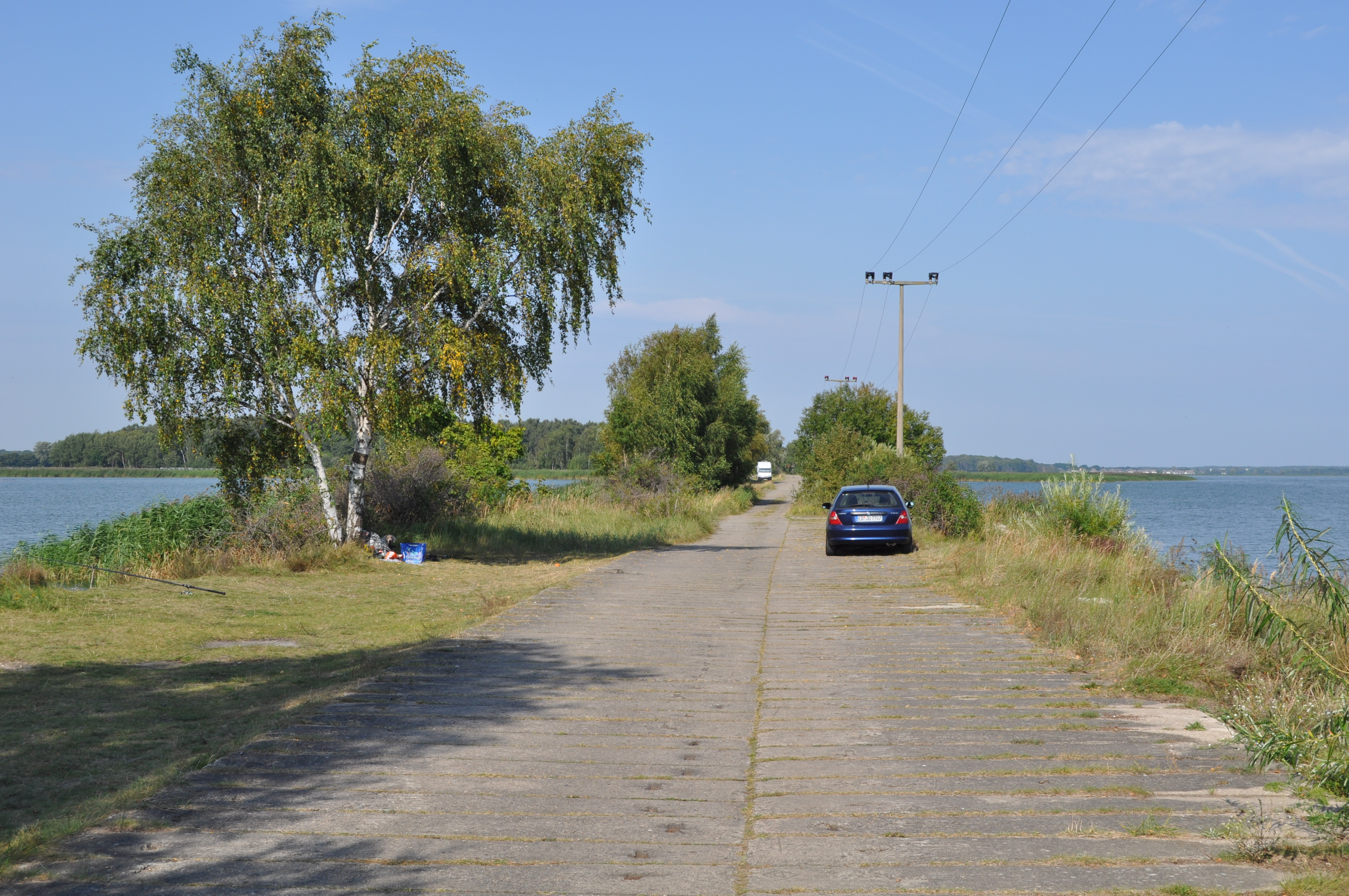
Damm zur Insel
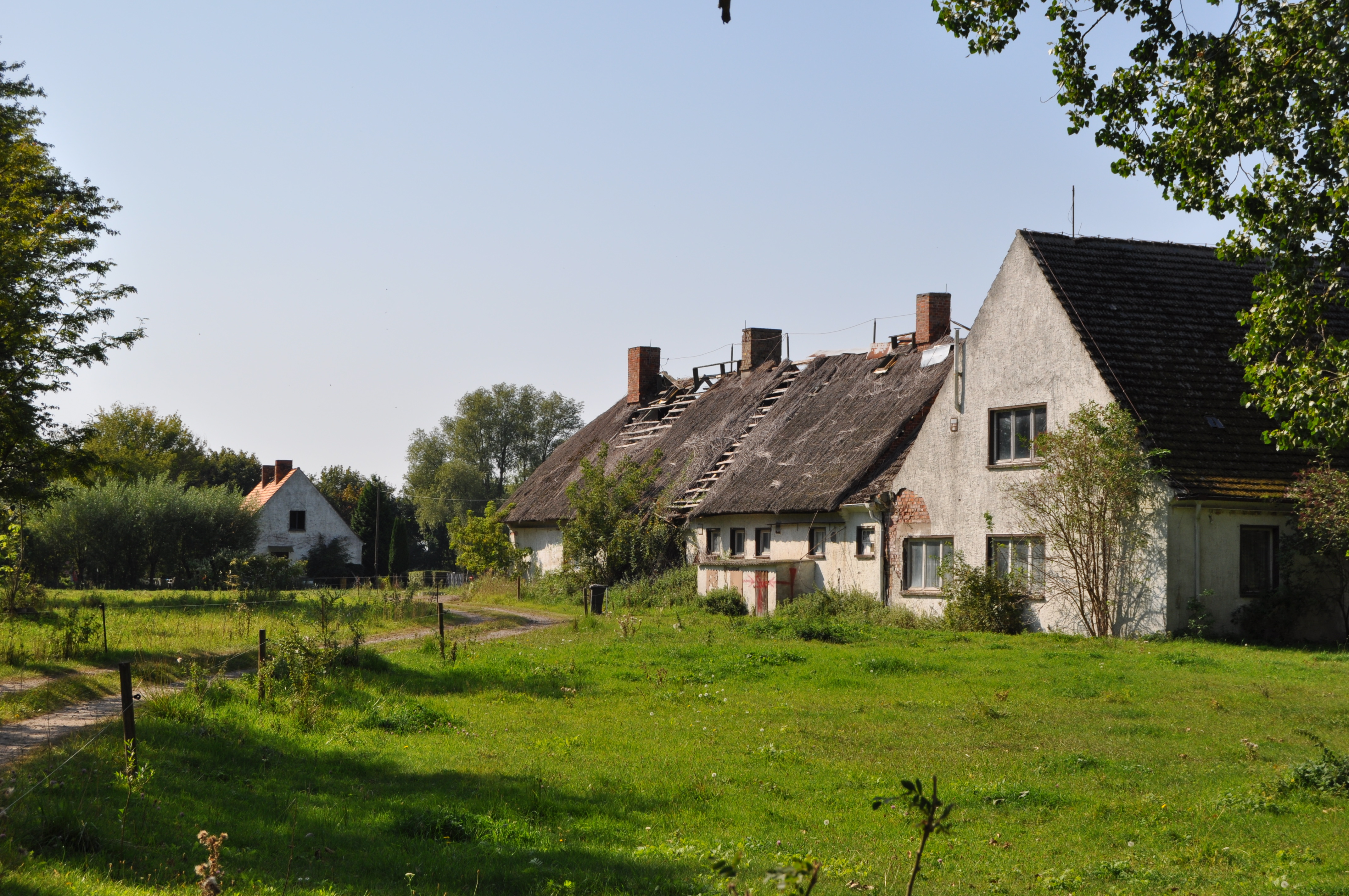
Görmitz – rechts Ruine Ferienanlage, hinten Bauernhof